# José Flores Alatorre
El general José Flores Alatorre fue un militar mexicano que participó en la Revolución mexicana. Fue de los primeros jefes oposionistas al régimen porfirista con que contó Francisco I. Madero al iniciar su movimiento en 1910. Fue expulsado del Ejército Maderista por haber fusilado a un federal que tenía de prisionero, sin embargo su hermano Alfredo Flores Alatorre logró ser general del Ejército Constitucionalista.